# ぐ〜チョコランタン
『ぐ〜チョコランタン』(Goo Choco Lantan) は、2000年（平成12年）4月3日から2009年（平成21年）3月19日まで、NHK教育テレビジョンの幼児向け番組『おかあさんといっしょ』内で放送されていた着ぐるみによる人形劇。10作目に当たる。
ここでは1999年（平成11年）4月5日から2000年4月1日まで放送されていた、前身に当たる同番組内の着ぐるみ人形劇コーナー『スプーとガタラット』についても説明する。

## 作品概要
スプー、アネム、ズズ、ジャコビ、ガタラットの5人のキャラクターが繰り広げる等身大の着ぐるみによる人形劇。
基本的に着ぐるみの実写だが、アニメーション版もある。声はどちらも同じ。
前作『ドレミファ・どーなっつ!』に続き、着ぐるみキャラクターが4人で兄弟姉妹が登場するのは現時点までで最後の作品かつ着ぐるみに女の子が二人登場し、その関係が姉妹なのは現時点で唯一の作品になっている。また、キャラクター名が全員片仮名表記なのは第6作『ゴロンタ劇場』以来である。
なお、本作開始前の1999年（平成11年）度『ドレミファ・どーなっつ！』に並走しプロローグとしてミニ人形劇『スプーとガタラット』にて両名のみ先行登場していた。同年度初回放送では交代に伴い卒業する出演者の挨拶と新しいオープニングCGに続き、新任のおにいさん、おねえさんより先に第1回が放送された。
『おかあさんといっしょ』の放送チャンネルが1998年（平成10年）度に総合テレビから教育テレビに完全移行したため『スプーとガタラット』を含め全話、教育テレビでのみ放送された最初の人形劇である。また、2001年（平成13年）元日に21世紀になったため、20世紀最後の人形劇となった。
前2作とは異なり、オープニングと接続しなくなったため、一部の回を除いてアバンタイトルが挿入された。これに伴って、2000年度 - 2004年度はコーナー冒頭ではスタジオのおにいさん、おねえさんおよび子供達が手で望遠鏡を作ってチョコランタンの町を覗き込み、うたのおにいさん･おねえさんがアバンタイトル部に繋がるリアクションをしてから映像が切り替わるという演出が行われていたが、番組本編の放送時間が短縮されて構成が変わった2005年度からは、日替わりコーナーの後にうたのおにいさん･おねえさんがコーナー開始告知および望遠鏡で覗いてみようと促す形に簡略化された。
また、本作はレギュラーで登場するサブキャラクターが存在せず、アイキャッチもサブキャラクターが行っていた前2作から変更された。さらに、この作品から本編開始直後の着ぐるみキャラクターによる視聴者への挨拶がなくなった。
2000 - 2004年度まで土曜日の夕方には『おかあさんといっしょ』の番組枠が存在しなかったため、ニャンちゅうシリーズの番組内で放送（後述）された。2005 - 2007年度は土曜日に『おかあさんといっしょ あそびだいすき!』が設置されたため平日のみの放送となり、2008年（平成20年）度のみ土曜日の夕方も『おかあさんといっしょ』内での放送となった。
放送期間9年は前々作『にこにこ、ぷん』の10年半に次いでの放送期間であり、7年半の『ドレミファ・どーなっつ！』も含み3作連続で長期に渡り人気を博した。
本放送が終了してからは『BSおかあさんといっしょ』で再放送されていたが、2010年（平成22年）3月18日で終了した。
番組終了後もコンサートにゲスト出演する機会がある他、2012年度からは『ワンワンパッコロ!キャラともワールド』にぐ〜チョコランタンのキャラクターが不定期でゲスト出演した。

## ストーリー

### スプーとガタラット
ある日、勇者ガタラットが暮らす森の中に、突然ラッパを持った少年が墜落する。少年はスプーと名乗るが、"ラッパを吹いてたら風に吹かれた"こと以外の記憶をほとんど喪失していた。
ガタラットと出会った直後、何やらにぎやかな音がしてきて、スプーが気になって音の鳴る方へ歩いていくと、そこは『おかあさんといっしょ』の番組のスタジオに繋がっていた。スプーはそのスタジオにいたおにいさん、おねえさん、子供たちと毎日楽しく歌うようになる。
ガタラットは、両親が迎えに来るまでのつもりでスプーと共に生活し始めるが、後に知り合いである豆腐の大王から突如怪獣退治の依頼が入ったため、スプーを残してトーフの惑星へと旅立っていった。

### ぐ〜チョコランタン
ガタラットが怪獣退治にトーフの惑星に旅立ってからおよそ2ヶ月。スプーは一人ぼっちになって落ち込み、とぼとぼと歩いているとチョコランタンの町に迷い込む。
そこに住む3人組アネム、ズズ、ジャコビが道端に置かれていたラッパ「パピプラス」を拾った所、スプーがやって来たのがスプーとアネム達の出会いだった。
アネム達は、どんな願いもかなえてくれる「キングラグナグ」の統治する星「ラグナグ星」へ行く事を目的とする「ラグナグ団」を結成していた。
スプーとアネム達が友達になってからしばらくして、謎の宇宙船がチョコランタンの浜辺に落ちてきたが、それは 怪獣退治を終え、帰ってきたガタラットの乗った宇宙船だった。その際ガタラットは一切の記憶を失っていたが、スプーのパピプラスによって記憶を取り戻した。
こうしてガタラットも加わり、楽しく遊んだり時には喧嘩しながら日常を過ごしていった。
月日が流れたある日、スプー達は天体観測をしようと浜辺へ集まったが、そこで釣りをしていたガタラットが、光を放つ奇妙な譜面を吊り上げる。スプーがその譜面に記された曲をパピプラスで奏でると、ラグナグ星行きの宇宙船「クレイドル」が現れる。
その宇宙船でスプー達4人は、ついにラグナグ星へ行くことに成功したが、そこはギガルプという悪者に支配されていたのだった。
そこではスプーそっくりの女性が人質にされていたが、実は彼女こそがスプーの母親「クイーンラグナグ」、つまりスプーの正体はラグナグ星の王子「プリンスラグナグ」であり、キングラグナグの子息だった。
クイーンラグナグはギガルプに命を狙われたスプーを守るために、パピラプスを託し、宇宙船クレイドルで亡命させていたのだ。
スプー達はパピプラスによってギガルプを撃退し、母親と再会。スプーは王位を継ぐためにラグナク星に残りアネム達に別れを告げた。
しかし、以上の冒険はスプーが見た夢であり、スプーはその夢の内容を覚えていなかった。しかし海底では謎の譜面が光っていたのだった。
再びいつもの日常がやってきて、広場で楽しく遊んでいるとすっかり夕方になってしまう。4人で「さよなら、またね」の1番を歌い、明日は海で遊ぶことを約束して帰っていく。そして次の日、海で楽しく遊んでいるとすっかり夕方になってしまう。アネムたちは「昨日、帰るのが遅くてママに叱られた」というようなことを口々に言い、「また明日」と急いで帰っていく。3人を見送ったスプーは「ママか…」とつぶやく。そこへガタラットがやってきて「そろそろ行こうか」と声をかけ、今度はスプーのみで「さよなら、またね」の2番を歌う。波打ち際に指で何かを書き終わると、ガタラットと共に夕日に向かって歩いていきゆっくりと消えていった。そして波打ち際に書き残された「またね」という文字はやがて波に打たれて消えていくのだった。

## 登場キャラクター
スプー、アネム、ズズ、ジャコビ、ガタラットは架空の動物であり、実在の特定の動物をモチーフとしたキャラクターではない。カッコ内はラテン文字表記。
スプー (Spoo)
声 - 川村万梨阿（2001年8月放送分まで） → 橘ひかり（2001年9月放送分以降）
本作の主人公。チョコランタンへ迷い込んだ男の子。年齢は3歳くらい。体色は黄色。一人称は「ぼく」。
食いしん坊でのんびりした性格。やや臆病で恥ずかしがり屋。「パピラプス」という魔法のラッパを持ち歩いており、吹くと不思議なことが起こる。
じゃんけんとしりとりが非常に弱く、何回やっても負けてしまう（じゃんけんはガタラットの方が弱い）。好きな食べ物はバナナ。タコが苦手。昼寝が趣味。
東の森（下記参照）に落ちてきた時以前の記憶がほとんどない。『スプーとガタラット』時代はガタラットと二人で暮らしていたが、ガタラットが怪獣退治のためトーフの惑星に行ってしまった（後に帰還）ことをきっかけに森から出てくるようになった。
最終的には上記の通りその正体がラグナグ星の王子・プリンスラグナグであることが判明したが、夢オチのため真偽は曖昧にされている。
『おかあさんといっしょ』全般に渡って登場する他、他番組に単独で出演することも多かった（後述）。
アネム (Anem) 
声 - くまいもとこ、西村ちなみ（代役）
本作のメインヒロイン。ズズの姉。体色は朱色。一人称は「あたし」。ズズからは「お姉ちゃん」、ジャコビからは「アネムちゃん」と呼ばれる。
当初はスプーの不思議なラッパに興味を持ち、こっそり持ち出そうとするもスプーにガードされたり、持ち出しても音が鳴らなかった。
スプー達3人のまとめ役だが時にはわがままが行き過ぎて、自己中心的な行動をとってしまうこともある。ジャコビから想いを寄せられているがあまり気にしていない。
朝に弱く、寝起きが悪い。好きな食べ物はイチゴ。嫌いな食べ物はシイタケ。クモが苦手。おしゃれが大好き。
かなりの目立ちたがり屋で、アイドルになることを夢見ている。ヴァイオリンを習っているが、あまり上手ではない。
父親から貰ったポシェットを肩からさげている。父親は船乗りで、長期間家に戻らない。ペットとしてエンゼルフィッシュの「エンゼルちゃん」を飼っている。
なお、顔の横に付いている紫色のものは、耳なのかツインテールにした髪の毛なのかは不明になっており（ゆえに、着ぐるみキャラクターで彼女のみ、耳らしき物が付いていない）、逆に彼女のみ服（ワンピース）を着ている。
2012年度からは『ワンワンパッコロ!キャラともワールド』内のガールズユニットのアタリメ!どんぴょんズのメンバーとなり、2014年度には単独でイベントに出演するようになった。
ズズ (Zuzu)
声 - 千葉千恵巳、菊地由美（代役）
本作のもう一人のヒロイン。アネムの妹。体色は黄緑色。一人称は「ズズ」
幼い割に冷静かつしっかり者で、感情的になりがちなアネムのなだめ役でもあるが、泣き虫な一面も持つ。アネムとは喧嘩をする事もしばしばだが、お互いに助け合うなど姉妹仲は良好。
好きな食べ物はアイスキャンディー、嫌いな食べ物はトマト。ゴキブリが苦手。虫や動物と会話ができる力を持っている。
怒ると「ニャニャニャニャ……」と言いながら回転し「ニャニャニャハリケーン」という竜巻を起こす。ペットとして海で捕獲したタツノオトシゴの「りゅうのすけ」を飼っている。
ジャコビ (Jacobee)
声 - 山口勝平
アネムとは友人で3兄弟の末っ子。体色は茶色。一人称は「僕」。
アネムとズズのことは「ちゃん」付けで呼んでいる。
力持ちの熱血漢だが、ドジでおっちょこちょい。お調子者な性格だが、根は頑張り屋。一方では寂しがり屋。手先が大変器用で、機械の発明と料理、太鼓、絵描きが得意。
家は「ジャコビ飯店」というレストランを経営しており、配達の手伝いもする（店のおかもちにはジャコビの顔が描かれている）。その手伝いをすっぽかしてスプー達と遊んだりはせず、しっかり者のため、マイペースなスプー、わがままで泣き虫なアネム・ズズ姉妹に振り回される役どころになっている（いわば、本作のツッコミ担当）。
アネムにただならぬ好意を寄せており、たびたび彼女の気を引こうとするが、いつも空回りしてしまいがちである。
得意の太鼓は、チョコランタンの太鼓大会で毎年優勝するほどの実力である。嫌いな食べ物はナス。ミミズとゴカイの他、青虫といった芋虫系の生き物が苦手。
なお、ガタラットを含む5人の中で彼のみ帽子を被っておらず、逆に着ぐるみキャラクターでは彼のみ、頭のてっぺんに紫色の髪の毛のようなものが生えている。
博多弁を元にした独特の言葉を使うが、彼の家族が全員そうであるかどうかは不明。これは脚本家の鈴木竹志と声を担当する山口が共に博多出身であることと、ジャコビのキャラクターイメージに合致することによる。
ガタラット (Gataratto)
声 - 千葉繁
元伝説の勇者。年は200歳近く。体色は水色。一人称は「ワシ」。
東の森に落ちてきたスプーと出会い、それがきっかけでスプーと共に生活をすることになった。普段は態度がデカくおどけた態度を取っているが、幼さから行き過ぎた振る舞いが目立つスプーらを厳しく諌める事も忘れない教育熱心な面も持ち合わせている。知識も豊富で、それを活かして彼らに生活の知恵や教訓を授けるなど生き字引的な存在である。元勇者というだけあって、道着を着用しジャコビを投げ飛ばしたり、瓦を割ったりなど、その身長からは想像できないほどの実力の持ち主である。釣りとヴァイオリンが趣味。時にいろいろな屋台を引く。よく変装をするがいつも見破られている。下手なシャレを織り交ぜた発言で周りを白けさせることも。学生時代、「勉強好きのガッ君」と呼ばれていたらしい。アネムからは、おじじと呼ばれている。好物は海苔の佃煮とご飯。
サンタの格好がトレードマーク。

## 作中の用語
チョコランタン
アネム、ズズ、ジャコビが住んでいる町の名前。南を海、西と北を山、東を森に囲まれている。
人間社会とよく似た生活を営んでいる。町にはデパートもあれば、映画館もコンビニもテレビ局もある。
東の森
この森の木々は植物と動物の中間生物で自分の意志を持ち、太陽や水を求めて移動したりするため「動く森」と呼ばれている。スプーは最初この森に落ちて来た。
1999年度においては、この森の後方に当時の番組セットのミニサイズ状のものがあり、この森と番組のスタジオがつながっているという設定が存在した。
南の海
スプーたちがよく釣りをする入り江。白砂の浜からは落花生の形をしたピーナッツ島が見え、海は干満の差が大きく、干潮の時にはピーナッツ島へ歩いて渡ることも出来る。
ヤタラ砂漠
チョコランタンの西の山の彼方にあるといわれている砂漠。名前のみ登場。魔女が住んでいるという噂がある為、立ち入りが禁止されている。
夏眠り
夏の花火大会が終わると、チョコランタンの住民は1週間ほど何もせずに眠ってしまう。スプーは空腹に耐えられず、そもそもチョコランタンの住民ではないため、夏眠りできなかった。
ラグナグ星
どんな願い事も叶える「キングラグナグ」という王が統治する星だと言われている。劇中でアネム、ズズ、ジャコビによって、ラグナグ星へ行くことを目的とするグループ「ラグナグ団」が結成された。
チョコランターマン
チョコランタンの子供たちに大人気のテレビアニメ。4人はたまに「チョコランターマンごっこ」をしている。

## 音楽
主題歌「ぐ〜チョコランタンのテーマ」
作詞 - 鈴木竹志 / 作曲 - 堀井勝美 / 歌 - スプー、アネム、ズズ、ジャコビ
本作以降、人形劇の主題歌はオープニングの尺がそのままフルバージョンとなり、演奏時間が短くなった。また、本作から毎回ではないが「○○（人形劇のタイトル）のテーマ」までが曲名になった。さらに、歴代人形劇の主題歌とは異なり、メインキャラクターの名前が歌詞に登場せず、代わりにソロパートが設けられ、その時にそれぞれの特徴を自ら歌っている。
エンディングテーマ「スプラッピ スプラッパ」
作詞 - 鈴木竹志 / 作曲 - 堀井勝美 / 歌 - 杉田あきひろ、つのだりょうこ、スプー（1999年4月 - 2003年3月）
今井ゆうぞう、はいだしょうこ、スプー（2003年4月 - 2008年3月）
横山だいすけ、三谷たくみ、スプー（2008年3月 - 2009年3月）
スプーによる「最後は僕のラッパで踊ろう！」の掛け声で始まり、トンネルをくぐる時も彼の「さぁ、いこう！」の合図で始める。
スタジオ参加の着ぐるみがスプーのみだったためトンネル担当は、うたのおにいさん・おねえさんで終了の合図は、2005年までは『ドレミファ・どーなっつ!』の「ドレミファ列車」に続き、第10代目たいそうのおにいさんの佐藤弘道が、2009年まではスプーが「そろそろ、おしまーい！」だった（そのため後者は全ての掛け声を担当した）。なお、終了の掛け声は第13作『ガラピコぷ〜』の「べるがなる」まで使用された。
また、今作から『ガラピコぷ〜』まで、うたのおにいさん、おねえさんの別れの挨拶の後に、着ぐるみによる挨拶も挿入された（今作は「それじゃあ、さよならー（おにいさん、おねえさん）」→「バイバーイ（スプー）」）。
ヤバイTシャツ屋さんがカバーしている。
挿入歌
特記無きものは作詞・鈴木竹志、作曲・堀井勝美
「流れ星」
「さよならは言わないよ」
歌 - スプー
「アネムのポシェット」
歌 - アネム
「カモカモネ」
歌 - ズズ
「ジャンジャンジャコビ」
歌 - ジャコビ
「あっぱれ勇者ガタラット」
歌 - ガタラット
「むしムッシッシのシ」
歌 - ガタラット
「南の島でフーラフラ」
歌 - スプー、ガタラット
「あきいろせれなーで」
歌 - アネム、ジャコビ
「あ〜うれしー」
作詞 - 里乃塚玲央 / 歌 - スプー、アネム、ズズ、ジャコビ
「いつか…」
歌 - スプー、アネム、ズズ、ジャコビ
「宇宙へゴー！」
歌 - スプー、アネム、ズズ、ジャコビ
「海のともだち」
歌 - スプー、アネム、ズズ、ジャコビ
「おかしなおかしのカーニバル」
歌 - スプー、アネム、ズズ、ジャコビ
「おねえちゃんになりたい」
歌 - ズズ
「カンガルーのボクサー」
歌 - スプー、アネム、ズズ、ジャコビ
「ガンバロー！」
歌 - スプー、アネム、ズズ、ジャコビ
「しっぽのうた」
歌 - スプー、アネム、ズズ、ジャコビ
「世界中パレード」
歌 - スプー、アネム、ズズ、ジャコビ
「たいこドンドコドン」
歌 - スプー、アネム、ズズ、ジャコビ
「たんけんたいマーチ」
歌 - スプー、アネム、ズズ、ジャコビ
「飛べ！紙ひこうき」
作詞 - 西川つかさ / 歌 - スプー、アネム、ズズ、ジャコビ
「ともだち」
歌 - スプー、アネム、ズズ、ジャコビ
「ナイナイナイ！」
歌 - スプー、アネム、ズズ、ジャコビ
「なつのにおい」
歌 - スプー、アネム、ズズ、ジャコビ
「虹色かき氷」
歌 - スプー、アネム、ズズ、ジャコビ
「猫の目月の夜だから」
歌 - スプー、アネム、ズズ、ジャコビ
「のりものだいすき」
歌 - スプー、アネム、ズズ、ジャコビ
「花は歌う」
歌 - スプー、アネム、ズズ、ジャコビ / コーラス - 花たち
「バナナナナ」
歌 - スプー、アネム、ズズ、ジャコビ
「ブーブーニャーニャーワンワンワン」
歌 - スプー、アネム、ズズ、ジャコビ
「魔法の言葉ファイト！」
作詞 - 西川つかさ / 歌 - スプー、アネム、ズズ、ジャコビ
「みんなのひみつ基地」
作詞 - 西川つかさ / 歌 - スプー、アネム、ズズ、ジャコビ
「あいさつブギウギ」
作詞 - 西川つかさ / 歌 - ガタラット、スプー、アネム、ズズ、ジャコビ
「グーグーこもりうた」
歌 - ガタラット、スプー、アネム、ジャコビ
「サンタさんこないかな」
作詞 - 西川つかさ / 歌 - スプー、アネム、ズズ、ジャコビ、ガタラット
「まいにちハッピー！ラッキーまいど！」
歌 - スプー、アネム、ズズ、ジャコビ、ガタラット
「笑いましょう」
歌 - ガタラット、スプー、アネム、ズズ、ジャコビ
「さよなら、またね」（最終回）
歌 - スプー、アネム、ズズ、ジャコビ
その他
「スプーのえかきうた」
作詞 - 西川つかさ / 歌 - 今井ゆうぞう、はいだしょうこ
コーナー「やぎさんゆうびんリクエスト」において、はいだが本物のスプーとかけ離れた絵を描いて話題になったことがある（スプーの絵描き歌騒動）。

## 本コーナー以外での出演
他の人形劇とは異なり、番組のエンディング「スプラッピ スプラッパ」は『スプーとガタラット』時代から使用されていた関係上、スプーのみ登場する。スプー以外のメインキャラクターが本コーナー以外に出演する機会は、極めて少ない。
スプーはスタジオの歌や日替わりコーナーなど『おかあさんといっしょ』の番組全般に登場していた。これは『BSおかあさんといっしょ』でも同様であり、本放送終了後も『BSおかあさんといっしょ』の放送が終了する2010年3月18日までレギュラー出演を継続した。なお、スプーの声は橘ひかり（2001年8月放送分までは川村万梨阿）がスタジオから生アテレコで対応していた。
歌
スプーのみ
「風にふかれてきたあの子」（1999年6月 - 2003年4月5日）
「アイスクリームのうた」（1999年 - 2003年4月5日）
「アップルパイひとつ」（1999年 - 2003年4月5日）
「ピクニックマーチ」（1999年 - 2003年4月5日）
「なまムギ なまゴメ なまタマゴ」（1999年 - 2003年4月5日）
「ぼくのシャンプー」（1999年 - 2003年4月5日）
「チキンダンス」（2000年2月・3月 - 2003年4月5日）
スプー、アネム、ズズ、ジャコビ
「タンポポ団にはいろう!!」（2003年5月 - 2008年3月）
身体表現
「デ・ポン！」（特集のみ）
スプーは「花とハチ」と「月とウサギ」、アネムは「波とさかな」、ズズは「樹と風」、ジャコビは「ジャングルと虎」をそれぞれ踊った。

## 他作品への出演
スプーは『おかあさんといっしょ』や『BSおかあさんといっしょ』以外にも、2000年度から2002年度まで教育テレビで放送された『みんなの広場だ!わんパーク』にもレギュラー出演した。
2009年1月10日にNHK教育テレビジョン50周年を記念して放送された特番『あつまれ! キッズソング50 〜スプー・ワンワン宇宙の旅〜』では『いないいないばあっ!』のワンワンと共に主役となり、『にこにこ、ぷん』を初め、歴代のNHK教育テレビジョンの番組出演者およびBSフジ『Beポンキッキ』のガチャピン・ムックと共演した。
2009年6月29日には番組終了後でありながら、ワンワンに続いてオンラインコンテンツ「キッズワンダーランド」の案内役として出演した（後に次々作『ポコポッテイト』のムテ吉に交代し、サイトは2015年9月7日を以て閉鎖）。
2012年度からはNHK BSプレミアムの『ワンワンパッコロ!キャラともワールド』に本作のメインキャラクター5人が全員ゲスト出演している。2011年の総合テレビのイベントにも4人で出演した。
また、先述の通り2000 - 2004年度は土曜日夕方の『おかあさんといっしょ』の放送枠が廃止されていたため、2002年度までは『あつまれ!わんパーク』（週末版）、2003年度以降は後継番組の『ニャンちゅうといっしょ』内でも『おかあさんといっしょ』の他のコーナーと共に放送されていた。
歴代人形劇作品の中ではゲスト出演の機会も『にこにこ、ぷん』に次ぐ多さであるが、同作の3人とは異なりスプー以外のメンバーは次作『モノランモノラン』など以外の歴代人形劇のキャラクターと共演する機会が僅少である。
一方で本作放送時期から『おかあさんといっしょ』以外の番組も参加するコンサートが定期的に実施されるようになり、NHKの他番組出演者と共演する機会が多くなった。そのようなスペシャルステージにはしばしば本作のタイトルを冠していた。

## ファミリーコンサート
| 公演               | タイトル                                                                            | 出演者（一部を除く） |
| スプー             | スプー                                                                              | スプー |
| ------------------ | ----------------------------------------------------------------------------------- | --- |
| 1999年             | いつまでもともだち                                                                  | 杉田あきひろ、つのだりょうこ、佐藤弘道、タリキヨコ スプー、みど、ふぁど、れっしー、空男 速水けんたろう、茂森あゆみ、松野ちか |
| 1999年             | テレビタイムファミリーステージ99                                                    | 杉田あきひろ、つのだりょうこ、佐藤弘道、タリキヨコ スプー、みど、ふぁど、れっしー、空男 古今亭志ん輔、坂田おさむ、神崎ゆう子 速水けんたろう、茂森あゆみ、松野ちか ワンワン、りなちゃん、くぅ、かなちゃん クリス、戸田ダリオ、王健 エディ・エックス、ペッパー・タイガー、メイ・パイカ 秋田きよ美、平田実音、ワクワクさん、ゴロリ |
| 1999年             | 40周年 うたのパーティ                                                               | 杉田あきひろ、つのだりょうこ、佐藤弘道、タリキヨコ スプー、みど、ふぁど、れっしー、空男 眞理ヨシコ、しゅうさえこ、森みゆき 坂田おさむ、神崎ゆう子、速水けんたろう、茂森あゆみ |
| 2019年             | ふしぎな汽車でいこう〜60周年記念コンサート〜                                        | 花田ゆういちろう、小野あつこ、福尾誠、秋元杏月 チョロミー、ムームー、ガラピコ 眞理ヨシコ、坂田おさむ、神崎ゆう子 速水けんたろう、茂森あゆみ 横山だいすけ、小林よしひさ、上原りさ じゃじゃまる、ぴっころ、ぽろり スプー、ムテ吉、ミーニャ、メーコブ                                                                              |
| ぐ〜チョコランタン |                                                                                     | |
| 2000年             | はじめまして！ぐ〜チョコランタン                                                    | 杉田あきひろ、つのだりょうこ、佐藤弘道、タリキヨコ スプー、アネム、ズズ、ジャコビ、ガタラット |
| 2000年             | 歌のファンタジーランド〜ようこそ21世紀〜                                            | 杉田あきひろ、つのだりょうこ、佐藤弘道、タリキヨコ スプー、アネム、ズズ、ジャコビ |
| 2001年             | やぁ！ やぁ！ やぁ！森のカーニバル                                                  | 杉田あきひろ、つのだりょうこ、佐藤弘道、タリキヨコ スプー、アネム、ズズ、ジャコビ、ガタラット |
| 2001年             | しんごう・なにいろコンサート                                                        | 杉田あきひろ、つのだりょうこ、佐藤弘道、タリキヨコ スプー、アネム、ズズ、ジャコビ |
| 2002年             | 元気いっぱい！ たまたまご                                                           | 杉田あきひろ、つのだりょうこ、佐藤弘道、タリキヨコ スプー、アネム、ズズ、ジャコビ ひなたおさむ、かまだみき、恵畑ゆう 小林よしひさ（大学時代、エキストラ出演） |
| 2002年             | バナナン島の大ぼうけん！                                                            | 杉田あきひろ、つのだりょうこ、佐藤弘道、タリキヨコ スプー、アネム、ズズ、ジャコビ ひなたおさむ、かまだみき、恵畑ゆう |
| 2003年             | BSおかあさんといっしょ ファミリーコンサート うたってあそぼう！ イェーイェーイェー！ | ひなたおさむ、かまだみき、恵畑ゆう スプー、アネム、ズズ、ジャコビ |
| 2003年             | ゆうきいっぱい！ ともだちパワー                                                     | 今井ゆうぞう、はいだしょうこ、佐藤弘道、タリキヨコ スプー、アネム、ズズ、ジャコビ 杉田あきひろ、つのだりょうこ |
| 2003年             | ノリノリワクワクウキウキバンバン!                                                   | 今井ゆうぞう、はいだしょうこ、佐藤弘道、タリキヨコ スプー、アネム、ズズ、ジャコビ |
| 2004年             | おとぎの国のアドベンチャー                                                          | 今井ゆうぞう、はいだしょうこ、佐藤弘道、タリキヨコ スプー、アネム、ズズ、ジャコビ |
| 2004年             | ようこそ♪歌う森のパーティーへ                                                       | 今井ゆうぞう、はいだしょうこ、佐藤弘道、タリキヨコ スプー、アネム、ズズ、ジャコビ |
| 2005年             | マジカルトンネルツアー                                                              | 今井ゆうぞう、はいだしょうこ、小林よしひさ、いとうまゆ スプー、アネム、ズズ、ジャコビ |
| 2005年             | ドキドキ!みんなの宇宙旅行                                                           | 今井ゆうぞう、はいだしょうこ、小林よしひさ、いとうまゆ スプー、アネム、ズズ、ジャコビ、ガタラット 佐藤弘道、きよこ |
| 2006年             | ぼよよ〜んととびだせ！ コンサート                                                   | 今井ゆうぞう、はいだしょうこ、小林よしひさ、いとうまゆ スプー、アネム、ズズ、ジャコビ、ガタラット ひなたおさむ、かまだみき、恵畑ゆう |
| 2006年             | おいでよ！ びっくりパーティーへ                                                     | 今井ゆうぞう、はいだしょうこ、小林よしひさ、いとうまゆ スプー、アネム、ズズ、ジャコビ ひなたおさむ、かまだみき、恵畑ゆう |
| 2007年             | マチガイがいっぱい!?                                                                | 今井ゆうぞう、はいだしょうこ、小林よしひさ、いとうまゆ スプー、アネム、ズズ、ジャコビ |
| 2007年             | さがそう！ 3つのプレゼント                                                          | 今井ゆうぞう、はいだしょうこ、小林よしひさ、いとうまゆ スプー、アネム、ズズ、ジャコビ |
| 2008年             | ともだち はじめて はじめまして！                                                    | 横山だいすけ、三谷たくみ、小林よしひさ、いとうまゆ スプー、アネム、ズズ、ジャコビ、ガタラット 今井ゆうぞう、はいだしょうこ |
| 2008年             | おまつりコンサートをすりかえろ！                                                    | 横山だいすけ、三谷たくみ、小林よしひさ、いとうまゆ スプー、アネム、ズズ、ジャコビ、ガタラット ひなたおさむ、かまだみき、恵畑ゆう |
| 2009年             | 星空のメリーゴーラウンド 〜50周年記念コンサート〜                                   | 横山だいすけ、三谷たくみ、小林よしひさ、いとうまゆ ライゴー、スイリン、プゥート ひなたおさむ、かまだみき、恵畑ゆう スプー、アネム、ズズ、ジャコビ 眞理ヨシコ、田中星児 坂田おさむ、神崎ゆう子、速水けんたろう、茂森あゆみ 杉田あきひろ、今井ゆうぞう、はいだしょうこ 天野勝弘、佐藤弘道 じゃじゃまる、ぴっころ、ぽろり          |

## スペシャルステージ
| 公演               | タイトル                                                                             | 出演者（一部を除く） |
| スプー             | スプー                                                                               | スプー |
| ------------------ | ------------------------------------------------------------------------------------ | --- |
| 2007年             | おかあさんといっしょ あそびだいすき！ スペシャルステージ                             | 佐藤弘道、きよこ、スプー |
| ぐ〜チョコランタン |                                                                                      | |
| 2002年             | ぐ〜チョコランタンとゆかいな仲間の大行進 〜ドーム・夢のわんパーク広場〜              | 坂田おさむ、瀧本瞳、松野ちか、輪島直幸 ミーオ、ダリオ、ひなたおさむ、かまだみき、恵畑ゆう スプー、アネム、ズズ、ジャコビ、どーもくん                                                                                 |
| 2003年             | テレビまつりだ！、 ぐ〜チョコランタンとともだちいっぱいオンステージ                  | 今井ゆうぞう、はいだしょうこ、佐藤弘道、タリキヨコ、 スプー、アネム、ズズ、ジャコビ、 ワンワン、ふうか、りなちゃん、エリック、マヤ、JB、 ワクワクさん、ゴロリ、神田山陽、ストレッチマン、 どーもくん、ドン・ガバチョ |
| 2005年             | 弘道おにいさんとあそぼ！ 夢のビッグパレード ぐ〜チョコランタンとゆかいな仲間たち     | 佐藤弘道、今井ゆうぞう、はいだしょうこ、タリキヨコ スプー、アネム、ズズ、ジャコビ ひなたおさむ、かまだみき、恵畑ゆう 坂田おさむ、つのだりょうこ モリゾー、キッコロ                                                   |
| 2006年             | ぐ〜チョコランタンとゆかいな仲間たち みんなであそぼ！ 不思議な不思議なワンダーランド | 佐藤弘道、きよこ 今井ゆうぞう、はいだしょうこ、小林よしひさ、いとうまゆ スプー、アネム、ズズ、ジャコビ |
| 2007年             | ぐ〜チョコランタンとゆかいな仲間たち ふしぎな森へようこそ!                           | 今井ゆうぞう、はいだしょうこ、小林よしひさ、いとうまゆ スプー、アネム、ズズ、ジャコビ ひなたおさむ、かまだみき、恵畑ゆう                                                                                             |
| 2008年             | みんなおいでよ！ うたのパレード                                                      | 今井ゆうぞう、はいだしょうこ、小林よしひさ、いとうまゆ スプー、アネム、ズズ、ジャコビ ひなたおさむ、かまだみき、恵畑ゆう                                                                                             |
| 2010年             | 青空ワンダーランド                                                                   | 横山だいすけ、三谷たくみ、小林よしひさ、いとうまゆ ライゴー、スイリン、プゥート ひなたおさむ、かまだみき、恵畑ゆう スプー、アネム、ズズ、ジャコビ                                                                    |
| 2011年             | おいでよ！ 夢の遊園地                                                                | 横山だいすけ、三谷たくみ、小林よしひさ、いとうまゆ ライゴー、スイリン、プゥート ワンワン （VTR出演）ゆうくん ひなたおさむ、かまだみき スプー、アネム、ズズ、ジャコビ                                                 |

## イベント
| 公演   | タイトル                                            | 出演者（一部を除く） |
| ------ | --------------------------------------------------- | --- |
| 2011年 | どーもくんのともだちいっぱい！ 祭り                 | 花原あんり、テツandトモ どーもくん、ななみちゃん、うさじい、たーちゃん 佐藤弘道、浜谷真理子 スプー、アネム、ズズ、ジャコビ |
| アネム |                                                     | |
| 2014年 | ワンワンパッコロ！ キャラともワールドショー         | ワンワン、パックン、リン、コロン、めいちゃん アネム、たーちゃん、ぴっころ、坂田おさむ                                      |
| 2014年 | みんなDEどーもくん! ゲスト：アタリメ!どんぴょんズ   | 花原あんり、タイムマシーン3号 どーもくん、ななみちゃん、うさじい、たーちゃん アネム、リン、めいちゃん、ぴっころ、ワンワン  |
| 2016年 | みんなDEどーもくん！ ゲスト：アタリメ！どんぴょんズ | 花原あんり、タイムマシーン3号 どーもくん、ななみちゃん、うさじい、たーちゃん アネム、リン、めいちゃん、ぴっころ            |

## スタッフ
- 原案・シリーズ構成 - 鈴木竹志
- 脚本 - 鈴木竹志、吉田玲子、西川つかさ
- キャラクターデザイン - 城哲也
- 音楽 - 堀井勝美
- 音楽制作 - ポニーキャニオン
- 人形操演 - 岡村知澄・後藤春美（スプー）、鍋島靖代（アネム）、村松由美（ズズ）、袖岡淳史（ジャコビ）
- 人形製作 - スドーアート工房、村松茂宏、依田久仁子
- 人形美術 - スタジオ・ノーヴァ
- スタイリスト - しみずちえこ
- 演出 - 坂上道之助 → 大原晶子
- 制作・著作 - NHK

## 共演者
スプーの登場と同時に佐藤弘道や『ドレミファ・どーなっつ!』以外の出演者が全員交代。
『BSおかあさんといっしょ』のメンバーは8年間の放送の間全く変動しなかった。一方、地上波の放送は出演者の交代が多く、『にこにこ、ぷん』（10年半の放送のうち後半5年半は出演者が固定）や『ドレミファ・どーなっつ！』（7年半の放送のうち最初の1年半と最後の1年以外の5年間の出演者が固定）、『ポコポッテイト』（5年間の放送のうち最初の1年を除き出演者が固定）と比べ、共演者の顔が固定されにくかった（声優の交代を除くと2000年度から2002年度までと2005年度から2008年度までの3年が出演者交代が無かった最長となっている）。
- 眞理ヨシコ（初代うたのおねえさん。スプーのみ。ファミリーコンサート『40周年 うたのパーティ』『ふしぎな汽車でいこう』）
- しゅうさえこ（14代目うたのおねえさん。スプーのみ、ファミリーコンサート『40周年 うたのパーティ』）
- にこにこ、ぷん（スプーのみ。NHK紅白歌合戦、あつまれ！キッズソング50、ファミリーコンサートなど。）
- 森みゆき（15代目うたのおねえさん、スプーのみ。ファミリーコンサート『40周年 うたのパーティ』）
- 坂田おさむ（7代目うたのおにいさん。ファミリーコンサートなど。）
- 神崎ゆう子（16代目うたのおねえさん。スプーのみ。ファミリーコンサートなど。）
- ドレミファ・どーなっつ！（本作の前作。スプーのみ。1999年4月5日 - 2000年4月1日。）
- 速水けんたろう（8代目うたのおにいさん。ファミリーコンサートなど）
- 茂森あゆみ（17代目うたのおねえさん。ファミリーコンサートなど）
- 佐藤弘道（10代目たいそうのおにいさん。2000年4月3日〈スプーのみ1999年4月5日〉 - 2005年4月1日。）
- 松野ちか（「トライ！トライ！トライ！」のおねえさん、ファミリーコンサートなど）
- 杉田あきひろ（9代目うたのおにいさん。2000年4月3日〈スプーのみ1999年4月5日〉 - 2003年4月5日。）
- つのだりょうこ（18代目うたのおねえさん。2000年4月3日〈スプーのみ1999年4月5日〉 - 2003年4月5日。2024年10月2日〈スプーのみ〉。）
- タリキヨコ（『デ・ポン！』のおねえさん）。2000年4月3日〈スプーのみ1999年4月5日〉 - 2005年4月1日。）
- ひなたおさむ（「BSおかあさんといっしょ」のおにいさん。2002年4月1日 - 2010年3月18日。）
- かまだみき（「BSおかあさんといっしょ」のおねえさん。2002年4月1日 - 2010年3月18日。）
- 恵畑ゆう（「BSおかあさんといっしょ」のおにいさん。2002年4月1日 - 2010年3月18日。）
- 今井ゆうぞう（10代目うたのおにいさん。2003年4月7日 - 2008年3月28日）
- はいだしょうこ（19代目うたのおねえさん、2003年4月7日 - 2008年3月28日、2024年10月2日〈スプーのみ〉。）
- 小林よしひさ（11代目たいそうのおにいさん。2005年4月4日 - 2009年3月28日。）
- いとうまゆ（『ズーズーダンス』→『ゴッチャ！』のおねえさん。2005年4月4日 - 2009年3月28日。）
- 横山だいすけ（11代目うたのおにいさん。2008年3月31日 - 2009年3月28日。）
- 三谷たくみ（20代目うたのおねえさん。2008年3月31日 - 2009年3月28日。）
- モノランモノラン（本作の次作、スペシャルステージなど）
- ポコポッテイト（スプーのみ、ファミリーコンサート『ふしぎな汽車でいこう』）
- 上原りさ（「パント！」のおねえさん。スプーのみ。ファミリーコンサート『ふしぎな汽車でいこう』）
- 小野あつこ（21代目うたのおねえさん。スプーのみ。ファミリーコンサート「ふしぎな汽車でいこう」）
- ガラピコぷ〜（スプーのみ。ファミリーコンサート『ふしぎな汽車でいこう』）
- 花田ゆういちろう（12代目うたのおにいさん。スプーのみ。ファミリーコンサート『ふしぎな汽車でいこう』、2024年10月2日、NHK紅白歌合戦。）
- 福尾誠（12代目たいそうのおにいさん。スプーのみ。ファミリーコンサート『ふしぎな汽車でいこう』）
- 秋元杏月（初代たいそうのおねえさん。スプーのみ。ファミリーコンサート『ふしぎな汽車でいこう』、2024年10月2日、NHK紅白歌合戦。）
- ながたまや（22代目うたのおねえさん。スプーのみ。2024年10月2日、NHK紅白歌合戦）
- ファンターネ!（スプーのみ。2024年10月2日、NHK紅白歌合戦）
- 佐久本和夢（13代目たいそうのおにいさん。スプーのみ。2024年10月2日、NHK紅白歌合戦 ）

## 商品展開

### 本
「おはようテレビえほん ぐ〜チョコランタン ひみつえほん（1）」
2001年、講談社、ISBN 4-06-177058-6

### 映像ソフト化
「ぐ〜チョコランタン スプーとゆかいな3人組 / 帰ってきたガタラット」
2002年6月21日にDVDとビデオで発売。内容は60分。ちなみにビデオ版は2つに分けられている。
「ぐ〜チョコランタン うたとオハナシ アネムのポシェット / おねえちゃんになりたい」
2002年10月25日にDVDとビデオで発売。内容は52分。
「ぐ〜チョコランタン 緑の風のジュペル」
2002年11月22日にDVDとビデオで発売。内容は35分。
2002年夏に制作された6つのお話が収録。大自然の中で繰り広げられる「いたずらジュペル」とのファンタジーストーリー。
「ぐ〜チョコランタン スプーとラッパとラグナグ星&ソング大全集」
2009年1月7日にDVD発売。内容は70分。
代表的な曲を集め、歌満載の集大成的な作品。ボーナストラックとして、2008年夏の特番で一週間に渡り放送されたスペシャルストーリーを一挙収録。

### 音楽CD
「ぐ〜チョコランタン うたいっぱいスペシャル〜あ〜うれしー〜」
2006年7月5日発売。収録時間は44分。全31曲。
劇中歌や、ファミリーコンサートなどで歌われている楽曲を収録したソング集。
「ぐ〜チョコランタン うたいっぱいスペシャル〜ともだち〜」
2009年1月7日発売。収録時間は65分。全40曲。
劇中歌や、ファミリーコンサートなどで歌われた人気の曲など、名曲揃いの中から厳選セレクトされた決定版。

## 備考
番組中盤の放送となったことから、本作は基本的にうたのおにいさんとうたのおねえさんによるコーナー開始の告知が入ってから本編が始まるようになっており、おにいさん、おねえさんの指示で子供たちが望遠鏡でチョコランタンを覗くような仕種・演出がされていた。日替わりコーナー終了後、「望遠鏡で、覗いてみよう！」とおにいさん、おねえさんが言うのはこの名残。
番組エンディングの風船はこの代からハート型になった（1999年5月24日放送分以降）。風船の柄は1999年度はスプー単独、2000年度以降はぐ〜チョコランタンの4人が描かれていた。
キャスティング
- ジャコビ役の山口は、2000年8月28日[23]から9月15日[24]まで再放送された『ケチャップ』で、主人公・ピクルスの吹き替えを担当していたため、（リピート放送も含め）一時期「教育テレビの子供向け番組（アニメ）に、2連続で」出演していた[25]。
- スズ役の千葉千恵巳は1999年から2003年まで朝日放送制作・テレビ朝日系列で放送された魔女っ子シリーズのヒロイン[26]、2000年から2003年までBS2・教育テレビで放送された『だぁ!だぁ!だぁ!』でワンニャー[27]を、アネム役のくまいもとこは2004年から2005年まで教育テレビで放送された『メジャー』（第1シリーズ）の主人公・本田吾郎[28]、2006年は『南の島の小さな飛行機 バーディー』で同じく主人公のバーディーを、初回から第60話まで演じた（第61話以降はアネムと同様、病気療養により降板し、そのまま最終回を迎えた）[29]。

これにより、スプー役の川村 → 橘以外の3名も教育テレビで放送されていたアニメの主要キャラクターを兼任した（NHKで区切らなければ、全員主演を担当）。
最終回は2009年3月19日に放送され（BS版でも、最終回の2010年3月18日に再放送）、番組終了日の3月28日には2008年夏に放送された長編が再放送された（この長編と最終回のあらすじはストーリーの項を参照）。番組終了時にはスプーからのお別れの手紙が読まれ、本作の4人がビデオクリップ内で「ゆめいっぱい」を歌った。ちなみに、この放送分が『おかあさん（改行）と（改行）いっしょ』のロゴの最後の使用となった。
2019年8月13日に放送された『おかあさんといっしょ 60年スペシャル』内で、1回分の再放送が行われた。
同年11月に行われたコンサート『ふしぎな汽車でいこう〜60周年記念コンサート〜』では、スプーが単独で登場した。このコンサートでは橘ではなく、初代の川村が声を担当している。
2022年7月29日に放送された『LET’S GO!Eテレタイムマシン』（夏休み特別番組）において、1回分の再放送が行われた。

## キャラクターイベント
「ドレミファ・どーなっつ!」の時期に開始されたが、本作より本格的に実施されている。
ぐ〜チョコランタン ファミリーステージ
スプー、アネム、ズズ、ジャコビ
坂田おさむ・杉田あきひろ
瀧本瞳・つのだりょうこ・はいだしょうこ
松野ちか・関沢圭司
ぐ〜チョコランタンがやってきた!!
スプー、アネム、ズズ、ジャコビ
坂田おさむ・杉田あきひろ
瀧本瞳・つのだりょうこ
ぐ〜チョコランタンとあ・そ・ぼ!!
瀧本瞳、スプー、アネム、ズズ、ジャコビ